# Bore (isbrytare)
Bore är en svensk isbrytare.
S/S Bore är en isbrytare av "Hamburgertyp", en isbrytare med starkt skrov, bred och med runda former. Hon byggdes 1894 av Kockums Mekaniska Verkstad i Malmö för Malmö hamn. Hon skulle främst fungera som isbrytare, men även som reservfärja vintertid under svåra isvintrar mellan Malmö och Köpenhamn. Därför försågs hon med passagerarsalonger och med lastrum för post och paket. På en av hennes första resor till Köpenhamn fanns 88 passagerare och resan tog 11 timmar. Sedan 2012 är hon godkänd att ta 55 passagerare.
Under båda världskrigen rekvirerade svenska marinen Bore som bestyckad övervakningsbåt i Öresund. Hon är världens äldsta isbrytare med originalångmaskin, respektive -ångpanna, som fortfarande kan gå för egen maskin. Fartyget är även i övrigt återställt i originalskick, förutom vissa mindre ändringar som radar och GPS efter Transportstyrelsens bestämmelser. Fartyget kan driftsättas efter fyra–fem dygns försiktig uppeldning av ångpannan. Under hennes aktiva tid fanns vid misstanke om kallt väder och is en besättning som kunde hålla ångan uppe dygnet runt vid behov.
Bore togs ur aktiv tjänst 1968, men blev liggande kvar i Malmö Hamn och förföll, vandaliserades och blev tillhåll för bostadslösa, så hamnen bestämde hon skulle skrotas. Men istället köptes hon 1983 av ångbåtsentusiasten Knut Borg som flyttade henne till Västerås och där skall ha renoverat henne för över 50 miljoner kronor.
Efter att i många år ha haft Västerås som hemmahamn, ligger fartyget åter i Malmö sedan 2012. För att försäkra sig om att fartyget skall stanna kvar, köpte Malmö kommun tillbaka S/S Bore för 2,5 miljoner kronor i slutet av 2023.
Under inspelningen av Jan Troells film Ingenjör Andrées luftfärd så bogserades fartyget till Hovs hallar och användes i filmen.
Fartyget blev K-märkt den 28 maj 2010.